# Nathanella saraswathiae
Nathanella saraswathiae is een haft uit de familie Leptophlebiidae. De wetenschappelijke naam van de soort is voor het eerst geldig gepubliceerd in 1996 door Sivaramakrishnan, Venkataraman & Balasubramanian.
De soort komt voor in het Oriëntaals gebied.